# Kurt Bracharz
Kurt Bracharz (* 28. September 1947 in Bregenz, Vorarlberg; † 6. Jänner 2020) war ein österreichischer Schriftsteller und Journalist.

## Leben
Bracharz war nach der Matura von 1968 bis 1972 als Angestellter bei einem Bankinstitut sowie am Bezirksgericht und am Landesinvalidenamt in Bregenz tätig. Von 1972 bis 1990 wirkte er als Berufsschullehrer in Dornbirn.
Ab 1990 arbeitete Bracharz als Journalist bei der Kronenzeitung Vorarlberg und beim ORF. Ab 1997 lebte er als freier Schriftsteller in Bregenz. 1998 war er Teilnehmer am Ingeborg-Bachmann-Wettbewerb in Klagenfurt. Bracharz war Verfasser von Kriminalromanen, Erzählungen, Kinderbüchern, Essays, Restaurantkritiken und Hörspielen, daneben übersetzte er aus dem Englischen.
Bracharz war Mitglied des Vorarlberger Autorenverbandes, der IG Autorinnen Autoren und der Lichtenberg-Gesellschaft, bei deren Jahrestagung er sich 1988 mit einem Versuch zum Denken des Georg Christoph Lichtenberg eingeführt hatte. Im Nachruf der Gesellschaft hieß es über Bracharz' Schaffen, es weise „mäandernde Wege, Vielfalt“ auf.
Die Sammlungen Kurt Bracharz' werden im Franz-Michael-Felder-Archiv der Vorarlberger Landesbibliothek aufbewahrt.

## Ehrungen und Auszeichnungen
- 1986: Österreichisches Staatsstipendium für Literatur
- 1991: Deutscher Krimi Preis
- 2003: Ehrenpreis des Vorarlberger Buchhandels
- 2005: Penzberger Urmel

## Werke
- Wie der Maulwurf beinahe in der Lotterie gewann, Zürich 1981
- Esaus Sehnsucht, Wien u. a. 1984
- Grassoden, Bregenz 1984
- Pappkameraden, Zürich 1986
- Ein Abend-Essen zu Fuß, Zürich 1987
- Wortfilme, Hard 1987
- Höllenengel, Bergisch Gladbach 1990
- Die Trüffelreise, Hard 1990
- Die grüne Stunde, Wien 1993
- Cowboy Joe, Wien 1994
- Esaus Erfüllung, Wien 1995
- König Zahnlos, Schaan 1998 (zusammen mit Christoph Abbrederis)
- In einem Jahr vor meinem Tod, St. Gallen 2001
- Znort, Bregenz 2004
- Pantomime vor Blinden, Innsbruck Skarabaeus Verlag 2008, ISBN 978-3-7082-3238-6.
- Für reife Leser, Innsbruck Haymon Verlag 2009, ISBN 978-3-85218-588-0.
- Mein Appetit-Lexikon, Innsbruck Haymon Verlag 2010, ISBN 978-3-85218-633-7.
- Beugt euch. Dornbirn, Unartproduktion 2015 (= Schundheft 8), ISBN 978-3-902989-00-0.
- Dadadagebuch, Dornbirn, Unartproduktion 2016 (= Schundheft 12), ISBN 978-3-902989-12-3.
- Don the Moron, Dornbirn, Unartproduktion, 2018 (=Schundheft 24), ISBN 978-3-902989-30-7.

### Herausgeberschaft
- Zeichen, Dornbirn 1984 (herausgegeben zusammen mit Ingo Springenschmid)
- Miromente, Nummer 1 erschien im September 2005.

### Übersetzungen
- Anthony Berkeley: Der verschenkte Mord, Zürich 1989
- Robert Bloch: Ich küsse deinen Schatten, Zürich 1989
- Octavia E. Butler: Die Parabel vom Sämann, München 1999
- Wolfgang Fetz: The Hell Fire Touring Club, Berlin 2004
- Cyril Hare: Solo für Lucy, Zürich 1991
- Richard Kadrey: Metrophage, München 1990
- Jonathan Latimer: Salomons Weinberg, Zürich 1993
- Jonathan Latimer: Mord bei Vollmond, Zürich 1991
- Marcia Morton: Schokolade, Wien 1995
- Rudy Rucker: Hohlwelt, München 1997
- Rudy Rucker: Wetware, München 1991
- Benjamin M. Schutz: Wie ein Wolf, Bergisch Gladbach 1990